# Arthur S. Carpender
Arthur Schuyler Carpender (24 octobre 1884 - 10 janvier 1960) est un amiral américain qui a commandé les forces navales alliées dans la Zone du Pacifique Sud-Ouest pendant la guerre du Pacifique.
Sorti diplômé de l'Académie navale en 1908, Carpender navigue autour du monde avec la Grande flotte blanche. Il commande une force de débarquement à Puerto Cortés au Honduras en 1911, et il participe à l'occupation américaine de Veracruz comme adjudant du premier régiment de Bluejackets en 1914. En tant que commandant du destroyer USS Fanning (DD-37) pendant la Première Guerre mondiale, il engage le SM U-58 qui est contraint de se rendre lors de l'Action du 17 novembre 1917 (en).
Au début de la Seconde Guerre mondiale, Carpender est promu au rang de rear-admiral dans la Flotte de l'Atlantique. En juillet 1942, il est envoyé dans la zone du Pacifique Sud-Ouest, où il devient commandant de la Task Force 51, les forces navales basées en Australie-Occidentale. En septembre 1942, il est nommé commandant de la Force Pacifique Sud-Ouest, rebaptisée plus tard la Septième flotte et des forces navales alliées du Sud-ouest Pacifique, qu'il conduit à travers la bataille de Buna-Gona-Sanananda et la bataille de la mer de Bismarck. L'année suivante, il supervise les opérations de la flotte lors de l'opération Cartwheel. Il a des relations difficiles avec le général MacArthur, Commandant-en-Chef inter-armes de la Zone, qui lui reproche d'attacher trop d'importance aux préoccupations de la Marine. Il est remplacé en novembre 1943 par le vice-amiral Kinkaid. Il prend alors le commandement du 9e district naval (en) de janvier 1944 à août 1945 et sa retraite en novembre 1946 avec le rang d'amiral.

## Biographie

### Jeunesse
Arthur Schuyler Carpender est né le 24 octobre 1884 à New-Brunswick, New Jersey. C’est le sixième des sept enfants de John Neilson Carpender et Anna Neilson née Kemp et un descendant direct de Wolphert Gerretse Van Kouwenhoven (en), l'un des premiers colons de la colonie de la Nouvelle-Néerlande. Il est instruit à l'école St. Paul's School (en) à Concord, et à la Rutgers Preparatory School (en) au Nouveau-Brunswick,.
Arthur S. Carpender intègre l'Académie navale d'Annapolis en 1904 et en sort diplômé en 1908. À l'époque, un midshipman devait servir deux ans en mer avant d'être commissionné, ainsi il effectue ce temps parmi l'équipage du nouveau cuirassé USS Minnesota (BB-22). Ce dernier participe à la Grande flotte blanche envoyée par le président Théodore Roosevelt effectuer une circumnavigation en 1907. En 1909, Carpender est transféré sur l'USS Marietta (PG-15). Il est nommé ensign le 6 juin 1910. Dans le contexte de la Guerre des Bananes, il commande une petite force de débarquement déposée par le Marietta à Puerto Cortés au Honduras le 14 janvier 1911 afin de protéger les citoyens américains au cours d'une période de troubles. Après quatre jours à terre, la force de Carpender retourne à bord du navire.
Carpenter quitte le Marietta en mars 1911 pour participer à l'aménagement du nouveau cuirassé USS Utah (BB-31). Là, il acquiert le surnom de « Chips »,. Il épouse Helena Bleecker Neilson, qui était aussi de New-Brunswick, le 30 avril 1912. Leur mariage ne donne aucun enfant.

### Première Guerre mondiale

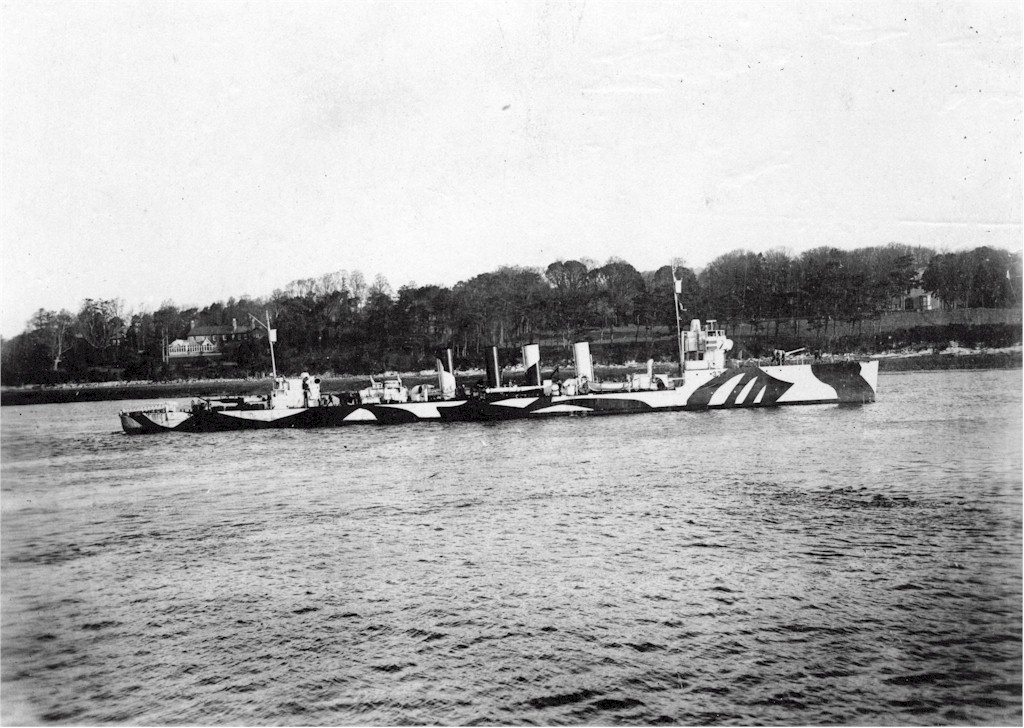
L'USS Fanning (DD-37) en novembre 1917.

Carpender participe en avril à l'occupation américaine de Veracruz lors de la Révolution mexicaine comme adjudant du premier régiment de Bluejackets, formé à partir des marins des navires USS Florida, USS Utah et USS Arkansas. Débarquant en milieu de la matinée le 21 avril, les marins demeurent à proximité de leur tête de pont sur le front de mer jusqu'au lendemain matin quand ils commencent à pénétrer en profondeur dans la ville de Veracruz. Après une série de combats de rue, ils capturent la ville peu avant midi, le 22 avril. La ville est nettoyée et des lignes de défense sont mises en place avant d’être remise aux troupes l'US Army le 30 avril. De retour aux États-Unis, Carpender est affecté à l'Office of Naval Militia Affairs à Washington.
En juin 1916, Carpender participe à la mise en service du nouveau destroyer USS Davis (DD-65) au chantier naval Bath Iron Works à Bath dans le Maine. Il sert en tant que membre de son équipage jusqu'en mars 1917, date à laquelle il prend le commandement du destroyer USS Fanning (DD-37). Avec ce dernier, lors de l'Action du 17 novembre 1917 (en), il engage le U-Boot SM U-58 qu'il contraint à faire surface et à se rendre. Il reçoit pour cette action la médaille des Services Distingués de la Marine (Navy Distinguished Service Medal).
En décembre 1917, Carpender devient assistant du commandant de la flottille des destroyers opérant dans les eaux européennes. En août 1918, il est affecté au chantier Newport News Shipbuilding pour participer à la mise en service du nouveau destroyer USS Radford (DD-120). Il prend le commandement du navire quand ce dernier est commissionné le 30 septembre 1918. Le navire navigue vers l'Europe en octobre 1918 afin d’escorter un convoi.

### Entre-deux-guerres

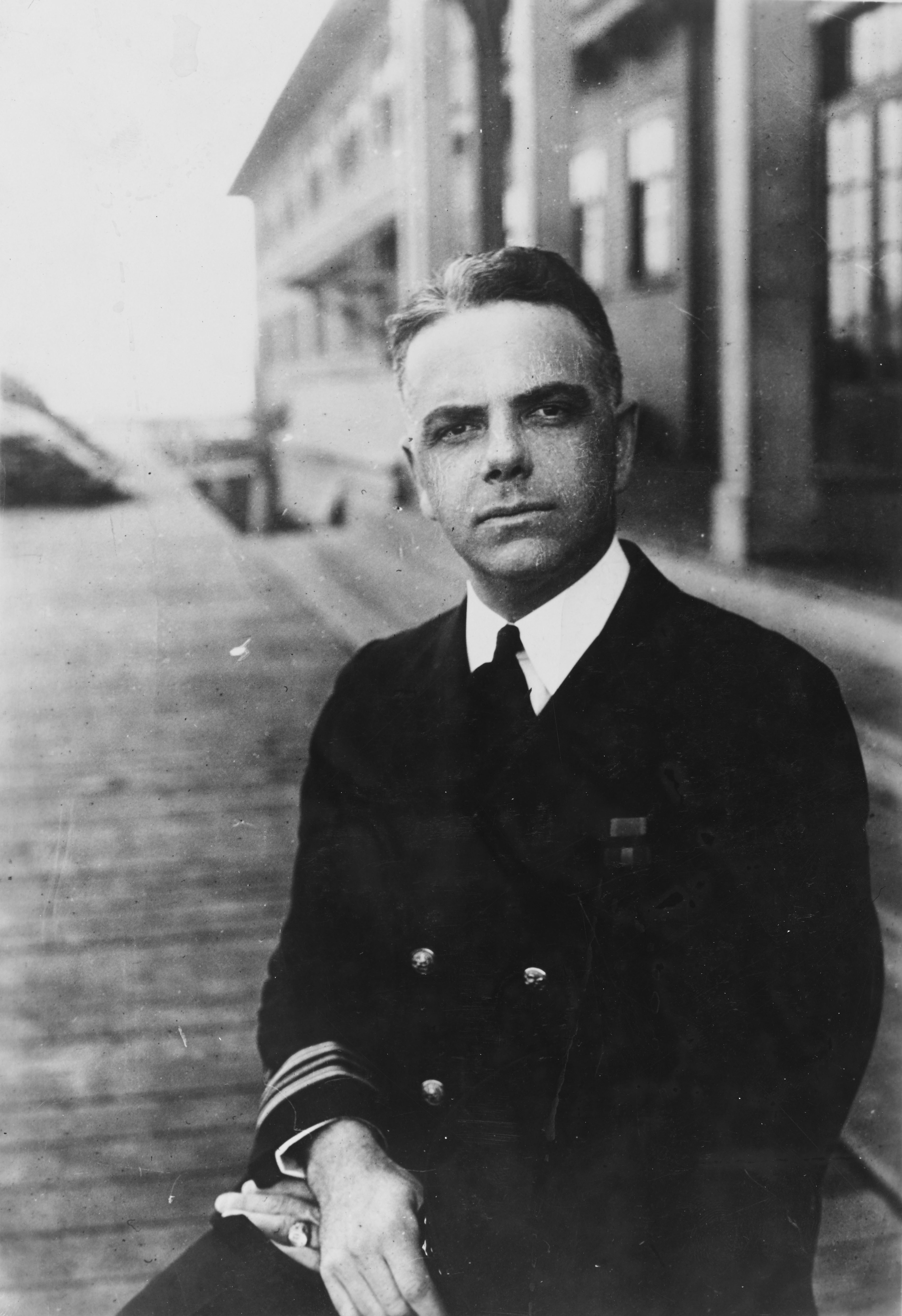
Le lieutenant commander Arthur S. Carpender en 1928.

Carpender retourne aux États-Unis en avril 1919, et devient membre du Naval Examining Board et du Judge Advocate General's Corps à la Naval Station Great Lakes dans de la banlieue nord de Chicago. En août 1921, il assume le commandement du destroyer USS Maddox (DD-168). Il suit une formation de sous-marinier à la base de sous-marins de New London en juin 1922, après quoi il est affecté à l'United States Asiatic Fleet en tant que commandant de la division sous-marine no 14.
En août 1923, Carpender retourne à Washington où il sert à terre pour les deux prochaines années au Bureau de la navigation, avant de devenir commandant en second du croiseur cuirassé USS Pittsburgh (CA-4) en décembre 1925. Il est affecté à New York en octobre 1926 puis assume en mars 1927 le commandement du destroyer USS Macdonough (DD-331).
Suivant la tradition, Carpender alterne service en mer et service à terre et sert au bureau du chef des Opérations navales à Washington de 1928 à 1931, puis enchaine avec une affectation comme commandant en second du croiseur léger USS Omaha (CL-4) durant deux ans. Il est ensuite nommé au Naval War College à Newport (Rhode Island), après quoi il retourne au bureau du chef des opérations navales. En juin 1936, il devient chef d'état-major dans la Force de Reconnaissance. Il prend le commandement du croiseur USS Northampton en août 1937. En février 1938, il devient professeur de science et tactique navales au Centre de formation des officiers de Marine de réserve de l'université Northwestern à Evanston (Illinois).

### Seconde Guerre mondiale
Carpender retourne en mer en septembre 1939 et participe à la création d’une nouvelle escadre de destroyers, le Destroyer Squadron 32. Il en prend le commandement jusqu'en septembre 1940, quand il devient directeur du bureau du personnel au Bureau de la navigation. À ce titre, il contribue à favoriser la carrière de nombreux autres officiers. En décembre 1941, il est promu contre-amiral en tant que commandant des destroyers de la Flotte Atlantique.

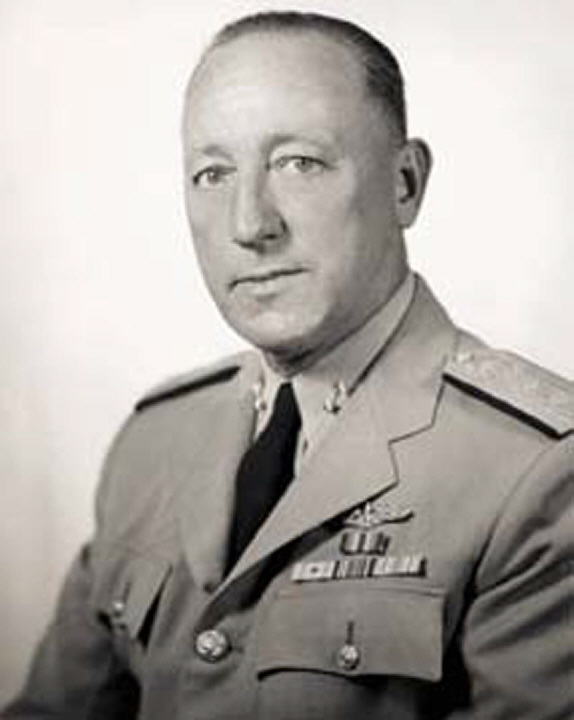
Charles A. Lockwood (ici en uniforme de vice-amiral) avec lequel Carpender a de lourds désaccords sur l'emploi des forces sous-marines.

En juillet 1942, Carpender est affecté à la South West Pacific Area, l'un des quatre commandements majeurs des forces alliées dans le Pacifique, et dépendant du vice-amiral Herbert F. Leary (en), le commandant des forces navales de la Zone. Ce dernier envoie Carpender remplacer Charles A. Lockwood à la tête des forces navales basées en Australie-Occidentale, la Task Force 51. Les principales forces navales américaines basées dans l'Ouest sont les sous-marins qui demeurent sous l'autorité de Lockwood. En tant que sous-marinier lui-même, Carpender conserve un grand intérêt pour les opérations sous-marines, et n'aime pas ce qu'il observe. Carpender et Lockwood n'arrivent donc pas à s'entendre et ils en viennent bientôt à se détester. Lockwood écrit : « J'ai si souvent entendu parler de comment ils dirigent des choses dans la Flotte Atlantique que je suis prêt à tirer à vue sur n'importe quel marin de la Flotte Atlantique (...) »,.
Le 11 septembre 1942, Carpender succède à Leary en tant que commandant de la Southwest Pacific Force et de la Allied Naval Forces, Southwest Pacific Area. Dans son poste précédent, il dépendait du commandant en chef de la Flotte des États-Unis, l'amiral Ernest J. King ; à ce nouveau poste, il est directement responsable devant le commandant en chef de la South West Pacific Area, le général Douglas MacArthur. Cette nouvelle affectation s’accompagne d’une promotion au grade de vice-amiral, mais Carpender n'est pas l'officier de marine le plus haut gradé sur le théâtre. L'Admiral de la Royal Australian Navy Sir Guy Royle (en) et le vice-amiral de la Marine royale néerlandaise Conrad Helfrich lui sont hiérarchiquement supérieurs. La force du Pacifique Sud-Ouest (Southwest Pacific Force) est relativement petite quand Carpender en prend le commandement. Elle se compose de seulement cinq croiseurs, huit destroyers et vingt sous-marins.
La réticence de Leary à risquer ses navires, et son habitude de communiquer directement avec King sans passer par le quartier général de MacArthur (GHQ) à Brisbane, suscite l'ire de MacArthur.
Carpender se retrouve bientôt impliqués dans des conflits similaires. En octobre, Carpender repousse une demande des Forces navales alliées pour transporter des troupes au Cap Nelson. Carpender refuse, car il n'y a pas d'étude hydrographique adéquate de cette partie de la côte de la Papouasie, ce qui rend dangereuse la navigation de nuit, et les mouvements de jours dans la zone font l'objet d'attaques de l'aviation japonaise. Une étude est alors menée en octobre et les allèges et les lougres commencent à faire leur chemin jusqu'à la côte du Cap Nelson, escorté pour l'occasion par des corvettes de la Royal Australian Navy,.
En novembre 1942, Carpender refuse initialement une demande similaire au commandant des forces terrestres alliées, le général Sir Thomas Blamey afin d’escorter quelques petits transports vers la baie d'Oro alors que la Marine impériale japonaise est impliquée dans la bataille de Buna-Guna. Cependant, Carpender se ravise quelque peu sur le sujet autorisant en décembre l'escorte de navires par des corvettes dans le cadre de l'opération Lilliput afin de livrer un approvisionnement vital vers la baie d'Oro. Au cours de la Conférence militaire du Pacifique en mars 1943, l’adjoint de MacArthur, le major général Richard K. Sutherland parle à l'amiral King et exprime son mécontentement vis-à-vis de Carpender.

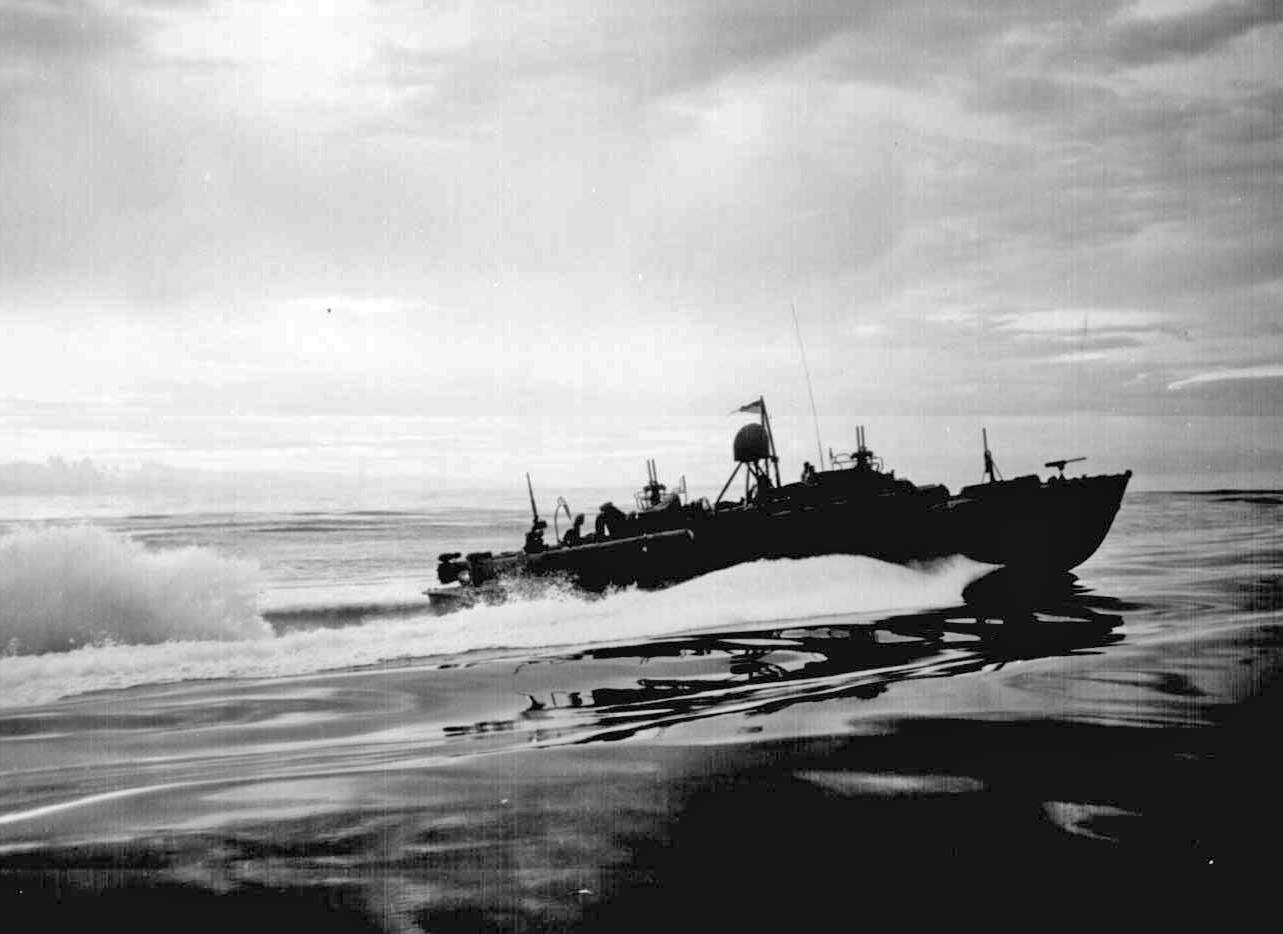
Une patrouille de PT boat au large de la Nouvelle Guinée en 1943.

Le 15 mars 1943, la Southwest Pacific Force, aussi connue comme la « Marine de MacArthur » devient la Septième flotte avec comme zone de responssabilité la Nouvelle-Guinée,. Mais cette dernière est encore très faible. La Septième Flotte acquiert alors une force amphibie sous le commandement du contre-amiral Daniel E. Barbey qui est nommée force amphibie VII (Task Force 76). Cependant, la majeure partie de cette force n’existe encore que sur le papier ou se trouve en route vers l'Australie depuis les États-Unis. Après avoir observé les capacités des PT boats lors de son évacuation des Philippines, MacArthur encourage leur utilisation, bien que les premiers résultats soient décevants. Mais Carpender fait un usage efficace de ces derniers au cours de la bataille de la mer de Bismarck, le 25 mars 1943.
Carpender supervise les opérations de la Septième Flotte durant les premiers stades de l'opération Cartwheel, l'avance de MacArthur vers la principale base japonaise à Rabaul. Une crise surgi au cours de la bataille de Finschhafen, quand Carpender se montre réticent à renforcer la position australienne. Alors que la situation à Finschhafen devient de plus en plus précaire, le lieutenant-général Sir Edmund Herring se montre de plus en plus frustré par l'attitude de Carpender et fait appel à Blamey qui à son tour relaie le mécontentement à MacArthur. Le 29 septembre 1943, Carpender autorise finalement l’utilisation de transports rapides afin d'envoyer un bataillon supplémentaire à Finschhafen, mettant un terme à cette crise. Carpender dit au lieutenant-général Frank Berryman (en) qu'il refuse les critiques affirmant que la marine de l'Oncle Sam avait laissé tomber les Australiens à Finschhafen.
À la suite du différend avec MacArthur sur l’exploitation des navires de Carpender dans les eaux de la Nouvelle-Guinée, celui-ci demande qu’il soit relevé de son commandement. Carpender est remplacé par le vice-amiral Thomas C. Kinkaid le 26 novembre 1943,. Pour ses services dans le Pacifique Sud-Ouest, MacArthur lui remet l'Army Distinguished Service Medal et la Marine la Legion of Merit. Il est également nommé commandant honoraire de l'ordre de l'Empire britannique sur la recommandation du gouvernement australien et il fait grand officier de l'ordre d'Orange-Nassau des Pays-Bas. Il retourne aux États-Unis et prend le commandement du 9e district naval (en) entre le 3 janvier 1944 et le 31 août 1945, pour lequel il reçoit une deuxième Légion du Mérite.

### Fin de vie
Pour sa dernière affectation, Carpender est nommé coordonnateur des relations publiques au sein du Bureau du Secrétaire à la Marine le 28 mai 1946. Il prend sa retraite de la Navy le 1er novembre 1946, avec une promotion au rang d'amiral. Il passe cette dernière à Washington jusqu'à sa mort le 10 janvier 1960,. Il est enterré au cimetière national d'Arlington. Ses archives sont détenues par la Société historique du New Jersey (en).

## Promotion
| Insigne | Rang                      | Date              |
| ------- | ------------------------- | ----------------- |
|         | Admiral                   |                   |
|         | Vice admiral              |                   |
|         | Rear admiral (upper half) |                   |
|         | Rear admiral (lower half) | juillet 1942      |
|         | Captain                   | 1er novembre 1940 |
|         | Commander                 |                   |
|         | Lieutenant commander      |                   |
|         | Lieutenant                | 1917              |
|         | Lieutenant (junior grade) |                   |
|         | Ensign                    |                   |